# Даниел Петров (политик)
Вижте пояснителната страница за други личности с името Даниел Петров.
Даниел Петров Петров е български предприемач и политик от партия „Възраждане“, народен представител в XLVII народно събрание.

## Биография
Даниел Петров е роден на 26 април 1980 г. в град Свищов, Народна република България. През 1998 г. завършва средното си образование със специалност „Икономика, управление и финансови в търговията“ в Габрово, а по-късно изучава специалност „Технология на материалите и материалознание“ в Технически университет – Габрово.
Даниел Петров създава собствен бизнес – производство на метални конструкции и индустриални съоръжения, занимава се и със земеделие.
През 2017 г. Даниел Петров става член на партия „Възраждане“. Той е сред учредителите на структурата на партията в град Габрово.
На парламентарните избори в България през ноември 2021 г. като кандидат за народен представител е водач на листата на партия Възраждане за 7 МИР Габрово. Избран е за народен представител от същия многомандателен избирателен район.